# Me and You and a Dog Named Boo
"Me and You and a Dog Named Boo" là đĩa đơn ra mắt năm 1971 của Lobo. Bài hát được Lobo viết dưới tên thật Kent LaVoie và xuất hiện trong album Introducing Lobo. Đĩa đơn này đã được xếp hạng thứ 5 trên bảng xếp hạng Billboard Hot 100 và là đĩa đơn đầu tiên trong số 4 bài hát đứng đầu bảng xếp hạng Easy Listening, tại đó bài hát có 2 tuần đứng đầu bảng xếp hạng trong tháng 5 năm 1971.